# Continental Divide Trail

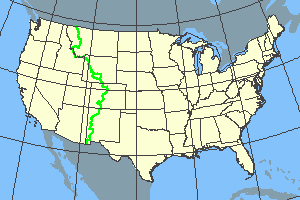
Il percorso del Continental Divide Trail.

Il Continental Divide National Scenic Trail (abbreviato Continental Divide Trail o CDT) è un percorso escursionistico di quasi 5000 km negli Stati Uniti d'America, compreso tra il confine messicano e quello canadese.
Seguendo lo spartiacque continentale delle Americhe (detto in inglese continental divide) che divide il bacino dei fiumi che sfociano nell'oceano Atlantico, Artico da quelli dell'oceano Pacifico, attraversa gli stati di Montana, Idaho, Wyoming, Colorado e Nuovo Messico. In Montana percorre il Triple Peak Divide che separa la baia di Hudson, l'Oceano Atlantico e i drenaggi dell'Oceano Pacifico. Il sentiero è una combinazione di percorsi dedicati e stradine secondarie e si può considerare completo al 70%; le porzioni incompiute devono essere percorse su strade asfaltate. Il percorso si salda in territorio canadese con il Great Divide Trail.
Appena duecento persone l'anno tentano l'intera escursione, che necessita di un tempo di circa sei mesi. Il Continental Divide Trail, insieme all'Appalachian Trail e il Pacific Crest Trail, forma quello che gli escursionisti chiamano la Tripla corona dell'escursionimo americano.
Il Grays Peak in Colorado, con i suoi 4352 metri di elevazione, rappresenta il punto più alto del Continental Divide Trail.